# Børge Rannestad
Børge André Rannestad (Stavanger, 16 agosto 1973) è un ex calciatore norvegese, di ruolo centrocampista.

## Carriera

### Club
Rannestad cominciò la carriera con la maglia del Viking. Debuttò nella Tippeligaen in data 27 settembre 1992, subentrando ad Egil Fjetland e segnando anche una rete nella sconfitta per 5-2 sul campo del Rosenborg. Rimase in squadra fino al campionato 1995. Successivamente si trasferì infatti all'Odd Grenland, all'epoca militante nella 1. divisjon. Contribuì alla promozione del club nel campionato 1998, rimanendo per un'ulteriore stagione in forza alla squadra.

### Nazionale
Partecipò al campionato mondiale Under-20 1993 con la Nazionale di categoria.